# 地域制圧型シミュレーション
地域制圧型シミュレーション（ちいきせいあつがたシミュレーション）は、アダルトゲームを手がけるアリスソフトが製作するシミュレーションゲームのジャンルの一つ。
なお、後述の該当作品の中には「国盗りシミュレーション」「地域征服型シミュレーション」など、類似した名称が用いられることもあるが、本項では同一のジャンルとして解説する。

## 概念
本ジャンルは、王朝や宗教的団体など複数の勢力が存在する世界の中で、プレイヤー率いる勢力が他の勢力を打ち倒してその地域を平定する事が主な目的となる。また、部下の忠誠心の維持に努めたり組織運営の予算を捻出するなど内政的な問題にも当たらなければならない。

## 特徴
本ジャンルには、敵味方合わせて多くのキャラクターが登場し、その多くが戦闘員である。敵方に所属するキャラクターであっても捕獲するなどして味方に引き入れることが可能なものが少なくない。各キャラクターは幾つかのイベントを持っており、一度発生したイベントは自動的にチェックリストに記録されていく。
ターン数によるゲーム進行への制限が強い。例えば、ある一定のターンを経過した時点で規定の位置に達していなければ、強制的にゲームオーバーにされる等の現象がおきる。これは、プレイヤーがゲーム進行のペースをある程度強制されること、ゲームを一周する間にチェックできるイベントの数に上限が設けられることを意味している。限られた時間内でどのイベントを見るかという、かけひきによるゲーム性を狙ったものともいえるが、自由度を下げて難易度を上げるこの方針には異を唱える向きもある。
また、アダルトゲームメーカーが製作するゲームなので、性行為シーンが含まれている。本ジャンルにおいて、それらはシナリオ面あるいはゲームシステム面において組織運営やゲーム攻略方法と何らかの関連付けがなされている場合が多いことから、性行為シーンをうまくゲームに組み込んだ例であるとも言われる。

## 関連タイトル
一般に、以下の作品を指す。
- Ranceシリーズ
  - 鬼畜王ランス
  - 戦国ランス
- 大シリーズ
  - 大悪司
  - 大番長
  - 大帝国

## アリスソフト以外での使用例
2012年に天狐より発売されたアダルトゲーム『英雄*戦姫』のジャンルは、「美少女英雄に囲まれて世界を征服する地域制圧型シミュレーション」となっている。これは、天狐が事前にアリスソフトに連絡し、地域制圧型シミュレーションの名称を使用することについては全然問題ないと言われたためとしている。